# Lamborghini Urus
Lamborghini Urus – samochód osobowy typu SUV Coupe klasy wyższej produkowany pod włoską marką Lamborghini od 2018 roku.

## Historia modelu

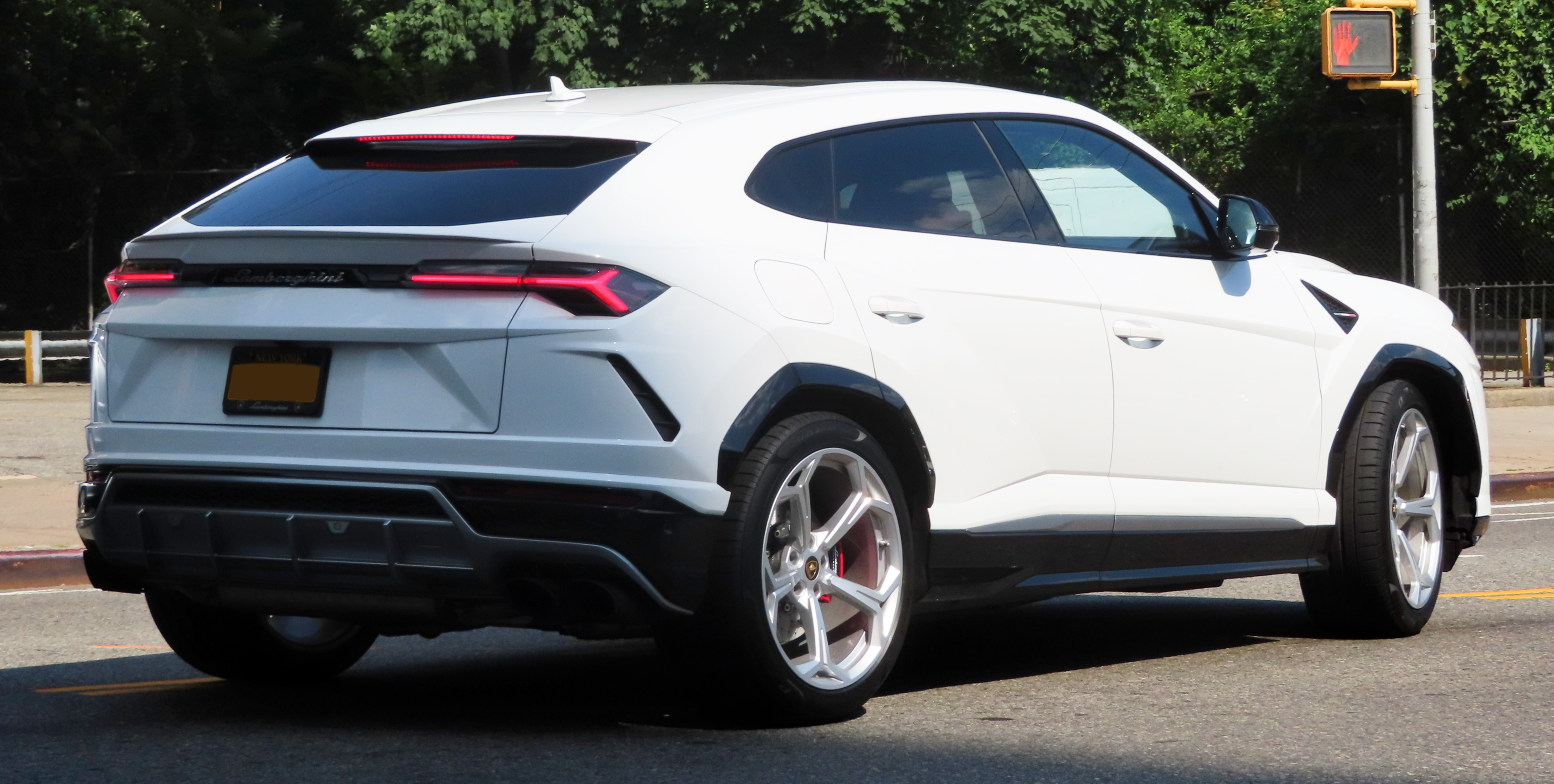
Lamborghini Urus - tył

Pierwszą oficjalną zapowiedzią chęci wprowadzenia przez Lamborghini SUV-a był przedstawiony w kwietniu 2012 roku prototyp Urus Concept, który miał jednocześnie odzwierciedlać kluczowe rozwiązania w stylistyce produkcyjnego modelu. Studium modelu przedstawiono dla światowej publiczności na Beijing International Automotive Exhibition w 2012 roku. Już podczas premiery Lamborghini poinformowało o specyfikacji technicznej przyszłego seryjnego Urusa, wymiarach, a także oczekiwanej rocznej produkcji w wysokości ok. 3000 sztuk. 
W połowie 2017 roku Lamborghini ogłosiło, że zakończyło prace konstrukcyjne nad seryjnym Urusem i samochód zostanie oficjalnie zaprezentowany pod koniec tego samego roku. Ostatecznie, auto oficjalnie przedstawiono 4 grudnia 2017 roku podczas prezentacji w Sant’Agata Bolognese we Włoszech w siedzibie producenta.
Urus to pierwszy od czasów LM002 tak wysoko zawieszony samochód, choć w przeciwieństwie do tego modelu jest sportowym SUV-em, a nie pojazdem o terenowym przeznaczeniu. Pojazd zbudowany został na platformie MLB, która stosowana jest w innych dużych SUV-ach koncernu Volkswagena: Bentley Bentayga, Porsche Cayenne, Audi Q7 i Volkswagen Touareg. Urus należy do grona jednego z najszybszych SUV-ów na rynku. Jego przyspieszenie od 0-100 km/h wynosi 3,6 s, prędkość maksymalna została ograniczona elektronicznie do 305 km/h.

### Sprzedaż
Urus trafił do sprzedaży w połowie 2018 roku i szybko stał się najpopularniejszym samochodem w ofercie Lamborghini, który pozwolił marce niemal podwoić swoje wyniki sprzedaży. Pierwszy SUV Lamborghini pozwolił też producentowi pozyskać zupełnie nowych klientów, którzy wcześniej nigdy nie kupowali sportowych pojazdów producenta - szczególnie w Rosji i Indiach.

### Silnik
- V8 4.0l twin-turbo 641KM[9]